# Oxycera tangi
Oxycera tangi är en tvåvingeart som först beskrevs av Lindner 1940.  Oxycera tangi ingår i släktet Oxycera och familjen vapenflugor. Inga underarter finns listade i Catalogue of Life.